# Refried Ectoplasm
Refried Ectoplasm (también conocido como Refried Ectoplasm: Switched On, Vol. 2) es un álbum recopilatorio de la banda inglesa de post-rock Stereolab, editado en el año 1995. Esta compilación contiene once canciones que el grupo había lanzado como singles y dos canciones nunca antes editadas: "Tone Burst (Country)" y "Sadistic".

## Lista de temas
Todas las canciones fueron escritas por Laetitia Sadier y Tim Gane, excepto "Exploding Head Movie" y ""Animal or Vegetable (A Wonderful Wooden Reason)" (Gane/Sadier/Steve Stapleton).
1. "Harmonium" – 5:55
2. "Lo Boob Oscillator" – 6:36
3. "Mountain" – 4:05
4. "Revox" – 4:13
5. "French Disko" – 3:35
6. "Exploding Head Movie" – 4:48
7. "Eloge d'Eros" – 3:52
8. "Tone Burst (Country)" – 2:12
9. "Animal or Vegetable (A Wonderful Wooden Reason)" – 13:32
10. "John Cage Bubblegum" – 3:18
11. "Sadistic" – 2:36
12. "Farfisa" – 2:23
13. "Tempter" – 5:52